# Magyar nyelv
A magyar nyelv az uráli nyelvcsalád tagja, azon belül a finnugor nyelvek közé tartozó ugor nyelvek egyike. Legközelebbi rokonai a manysi és a hanti nyelv, majd utánuk az udmurt, a komi, a mari és a mordvin nyelvek. Vannak olyan vélemények, melyek szerint a moldvai csángó önálló nyelv – különösen annak északi, középkori változata –, így ez esetben a moldvai csángó lenne a magyar legközelebbi rokonnyelve.
A magyar nyelv uráli (azon belül: finnugor) eredete a XIX. század óta bizonyított tény, melyet a kor egyik legkiválóbb nyelvésze, Budenz József bizonyított be végérvényesen, aki a kor legjobb mestereinél tanulta a nyelvészetet. A finnugor eredetet bizonyítják a többi finnugor nyelvvel való nyelvtani párhuzamok, a finnugor eredetű alapszókincs, valamint a magyar és a többi finnugor nyelv közötti számos rendszeres hangmegfelelés is. A finnugor eredetet a magyar és a nemzetközi nyelvtudomány (így a Magyar Tudományos Akadémia is) egyaránt elfogadja. A finnugor eredetet egyesek mégis tagadják, jellemzően magyarellenes szándékkal. Az ilyen magyarellenes csoportok rendszerint azt állítják, hogy a magyar nyelv altaji eredetű. Ennek oka, hogy magyarellenes körökben a magyarokat a fehér Európától idegen, a kereszténységtől és az európai civilizációtól távol álló, barbár és civilizálatlan keleti népnek kívánják beállítani. A mongol–magyar nyelvi és genetikai rokonságról szóló áltudományos elméletet előszeretettel propagálják román, szlovák és szerb magyarellenes csoportok. Azonban a magyar nyelv finnugor eredetét nem tudják cáfolni, és saját, áltudományos elméleteiket nem tudják bizonyítani (lásd még: Alternatív vélemények a magyar nyelv rokonságáról). Az áltudományos nyelvrokonítás ismérveit lásd itt: Alternatív nyelv-összehasonlítás.
A magyar nyelv legtöbb beszélője Magyarországon él. Magyarországon kívül főleg a Kárpát-medence többi országában beszélik: Románia (főként Erdély), Szlovákia (Felvidék), Szerbia (a Vajdaság), Ukrajna (Kárpátalja), Horvátország, Szlovénia és Ausztria területén.
A magyar nyelv 1836 óta (az 1836. évi III. törvénycikk alapján) hivatalos nyelv Magyarországon, 1844 óta pedig (az 1844. évi II. törvénycikk alapján) az ország kizárólagos hivatalos nyelve. Az Európai Unió hivatalos nyelveinek egyike. Ezenkívül a magyar az egyik hivatalos nyelv a Vajdaságban, valamint Szlovénia három községében (Dobronak, Őrihodos és Lendva). A kisebbségi nyelvek jogait legutóbb 2011-ben szabályozták. A magyar jelnyelvet 2009 novemberében tették hivatalossá, ami 2010 júliusától érvényes.
A magyar nyelvet a világ nyelveinek sorában a 62. helyre teszik az anyanyelvi beszélők száma szerint. Európában a 14. legbeszéltebb nyelv, valamint a legbeszéltebb olyan nyelv, amely nem az indoeurópai nyelvcsaládhoz tartozik.
A magyar agglutináló nyelv. Írásrendszere a latin ábécé bővített változata.

## Beszélőinek száma
A magyar anyanyelvű személyek száma a világon becslések szerint 15 millió lehet. Az Európai Unióban közel 13 millió magyar anyanyelvű ember él, ebből 12,5 millió a Kárpát-medencében. A többi európai országban, Izraelt is ide számítva 500 ezer, Európán kívül becslések szerint közel 2 millió a magyar anyanyelvűek száma, ebből 1,8 millió az amerikai kontinensen (USA: 1,4 millió, Kanada: 315 ezer, Dél-Amerika: 100-120 ezer), Ausztrália és Óceánia: 65-70 ezer, Ázsia: kb. 30 ezer, Afrika: 10-30 ezer, akik közül azonban otthonában már nem mindenki használja a magyar nyelvet. További 2 millióan beszélik a magyart második nyelvként, elsősorban a Kárpát-medence országaiban.
A magyarul beszélő magyarok száma Magyarországon 1970-ben 10,3 millió, 1980-ban 10,64 millió; országhatáron kívül 1970-ben 5,9 millió, 1980-ban 6,07 millió; a világon 1970-ben 16,2 millió, 1980-ban 16,71 millió volt.
A történelmi Magyarországon 1910-ben végzett utolsó népszámlálás szerint 12 millióan beszélték a magyar nyelvet.

## Besorolása

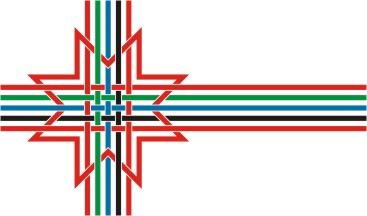
A finnugor nyelvű népek zászlaja

A Béke jóságos angyala emlékmű a siófoki mólónál, melyet a Siófokon 2012-ben megrendezett Finnugor Népek VI. Világtalálkozójának tiszteletére avattak fel.
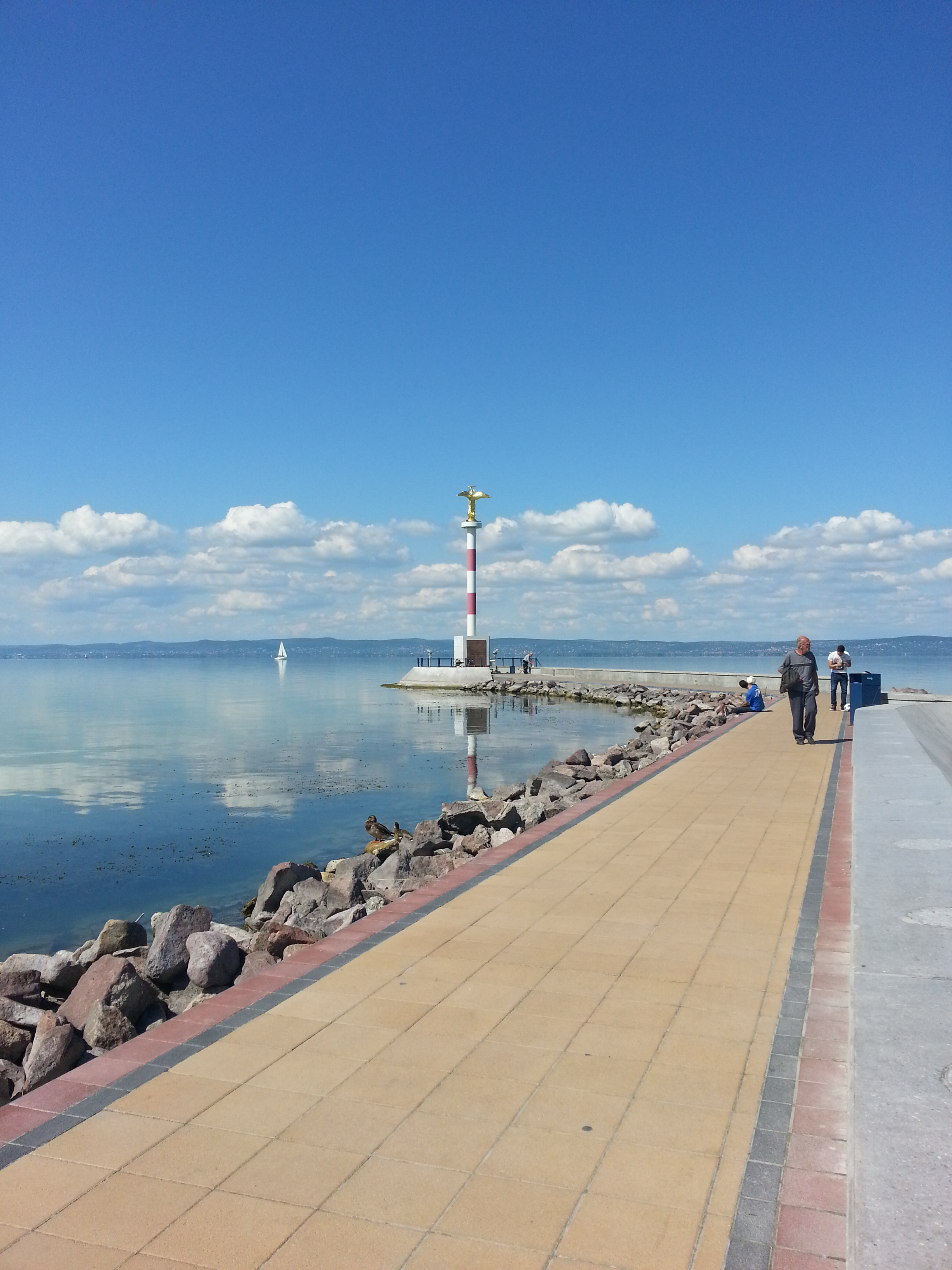
A siófoki móló melletti Krúdy sétány, háttérben az emlékmű
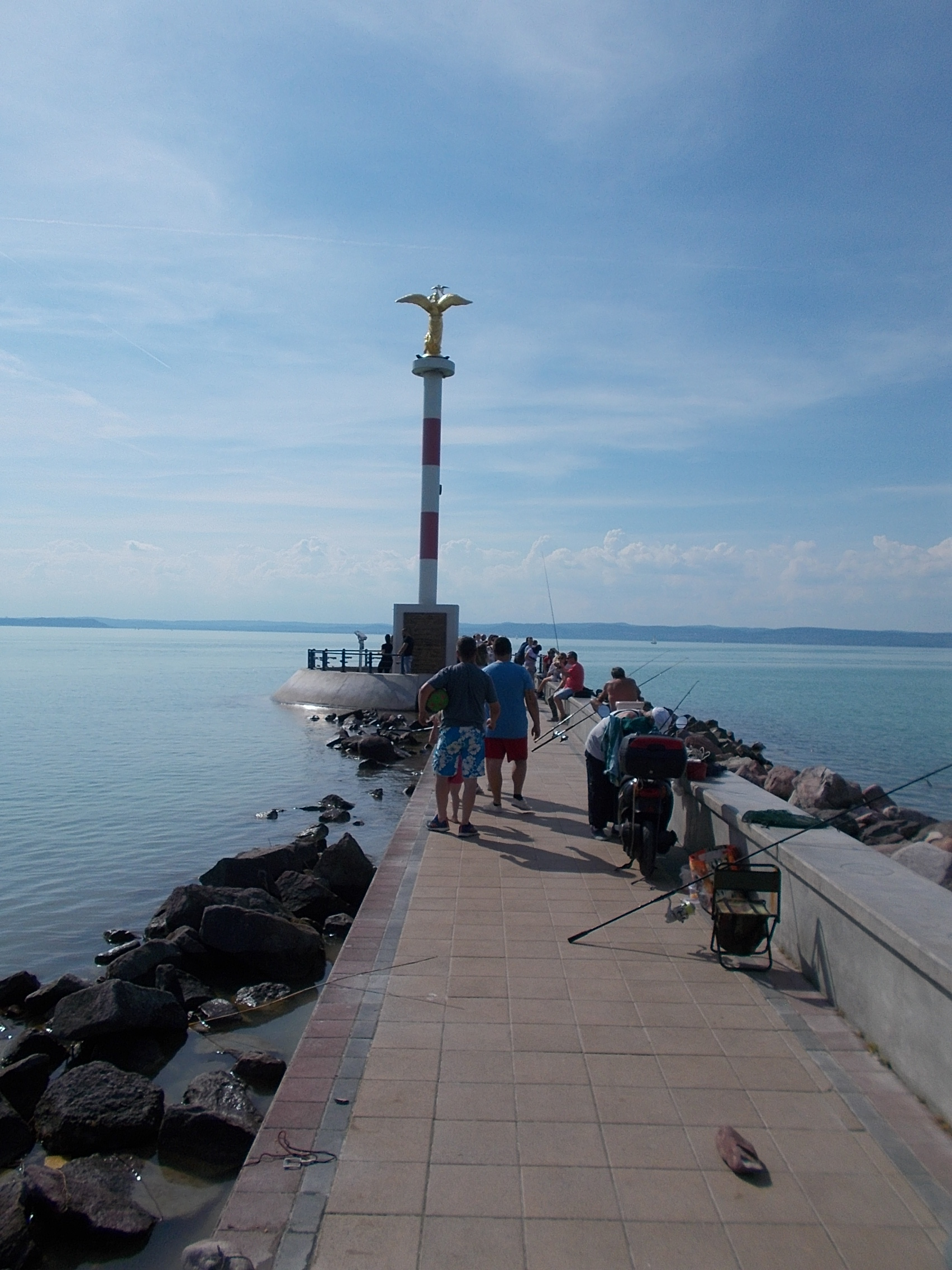
Az emlékmű a Krúdy sétány végén
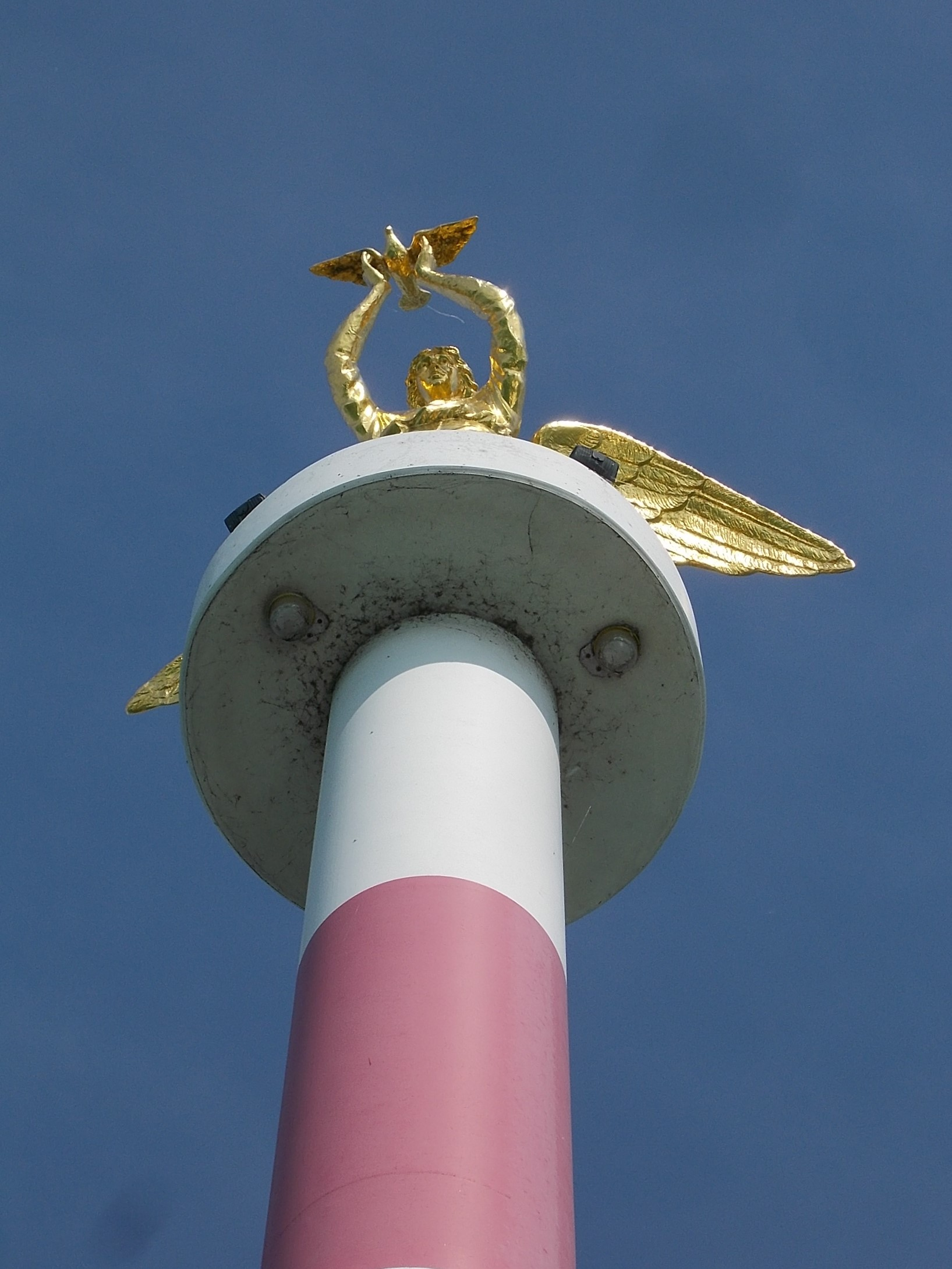
Az emlékmű tetején lévő szobor elölről
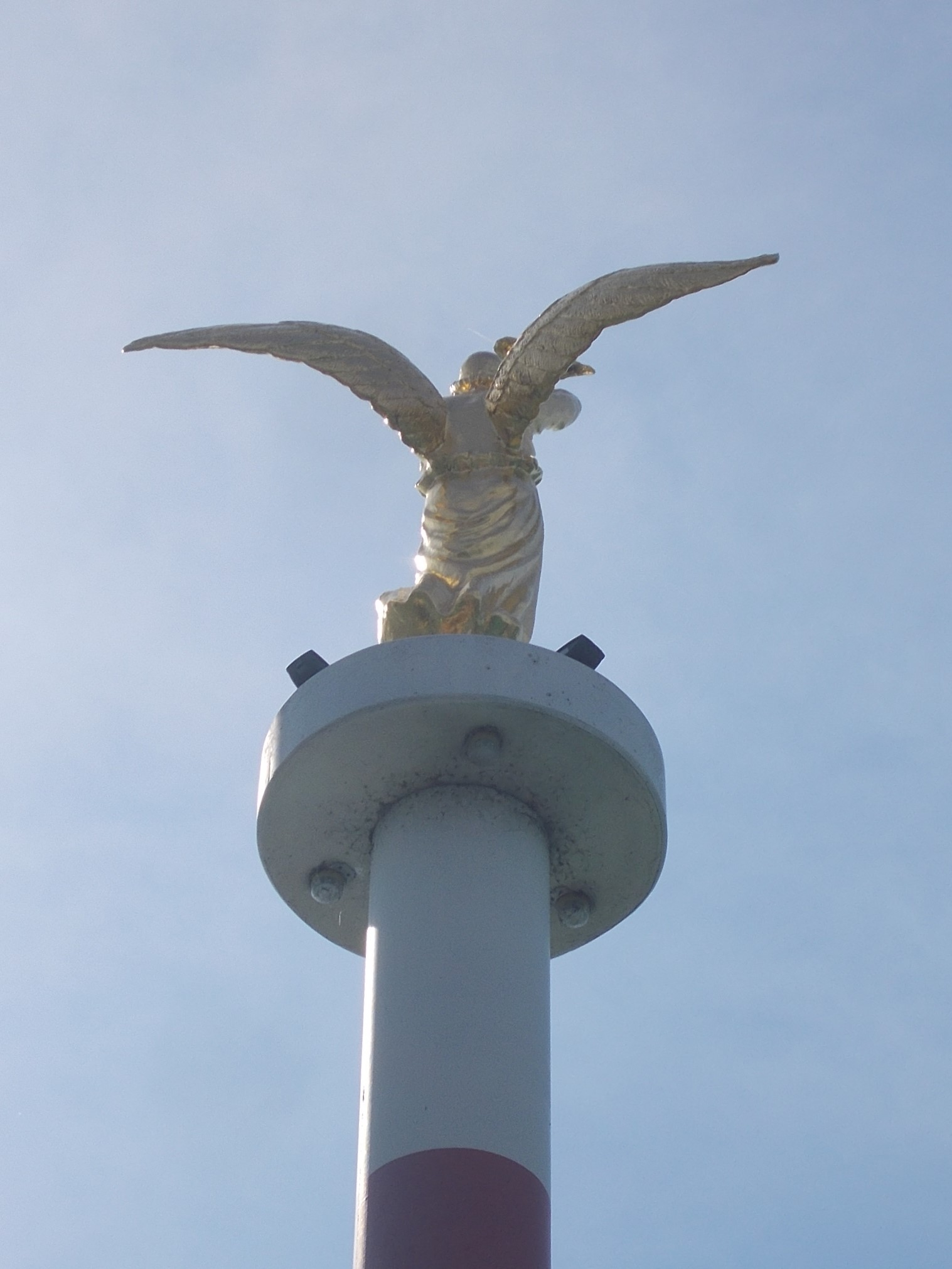
Az emlékmű tetején lévő szobor hátulról
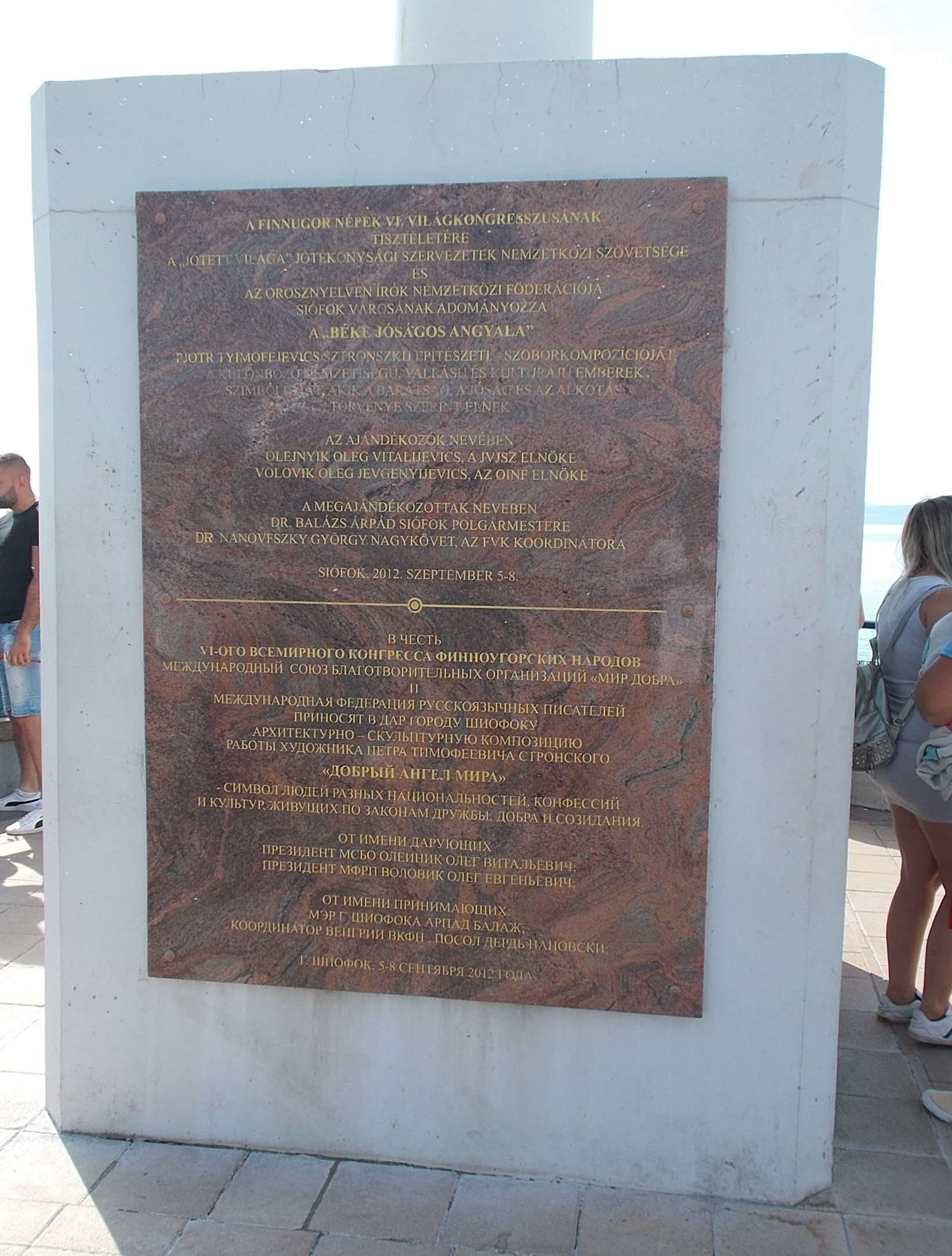
A Finnugor Világtalálkozó tiszteletére készült emléktábla az emlékmű talapzatán

Tudományos konszenzus van arról, hogy magyar nyelv az uráli nyelvcsaládba, azon belül a finnugor nyelvek közé tartozik. Az ugor és a finn-permi nyelvek közti hasonlóságot már 1717-ben felfedezték, de a magyar pontos besorolása még a 18. és 19. században is vitákra adott okot, lényegében politikai okokból: a finnugor származás híveinél az ős-európaiság és az európai, fehér és keresztény kultúrnépekkel való rokonság, míg az altaji eredet hirdetőinél az Európán kívüli, nem fehér, nem keresztény, kevésbé civilizált népekkel való rokonság propagálása a befolyásoló tényező. Az altaji eredet támogatói jellemzően magyarellenes szándékkal hirdetik az áltudományos elméletüket: a magyarokat ugyanis a fehér Európától idegen, a kereszténységtől és az európai civilizációtól távol álló, barbár és civilizálatlan keleti népnek kívánják beállítani. A mongol–magyar nyelvi és genetikai rokonságról szóló áltudományos elméletet előszeretettel propagálják román, szlovák és szerb magyarellenes csoportok.
A magyar nyelv uráli (azon belül: finnugor) eredetét végül a kor egyik legkiválóbb nyelvésze, Budenz József bizonyította be végérvényesen, aki a kor legjobb mestereinél tanulta a nyelvészetet. A finnugor eredetet a magyar és a nemzetközi nyelvtudomány (így a Magyar Tudományos Akadémia is) egyaránt elfogadja. Ma az uráli nyelvcsalád a világ egyik legjobban feltérképezett és alátámasztott nyelvcsaládjának számít, az indoeurópai és az ausztronéz mellett.
A nyelvtani rendszer hasonlóságain kívül számos rendszeres hangmegfelelés fedezhető fel a magyar és a többi ugor nyelv között az alapszókincsben. Például, a magyar /a:/ a hanti /o/-nak felel meg bizonyos helyzetekben; a magyar /h/ a hanti /x/-nak; és a szóvégi magyar /z/ a szóvégi hanti /t/-nek. Ezeket több példa is alátámasztja, mint a ház – xot és a száz – sot párok. Az ugor és finn-permi nyelvek közti távolság jelentősen nagyobb, de a megfelelések szintén szabályszerűek.
A magyar nyelv eredetével kapcsolatban léteznek más, alternatív elképzelések is, azonban ezek mindegyike tudományosan megalapozatlan, délibábos elmélet. Az áltudományos nyelvrokonítás ismérveit lásd itt: Alternatív nyelv-összehasonlítás.

## Nyelvtörténet

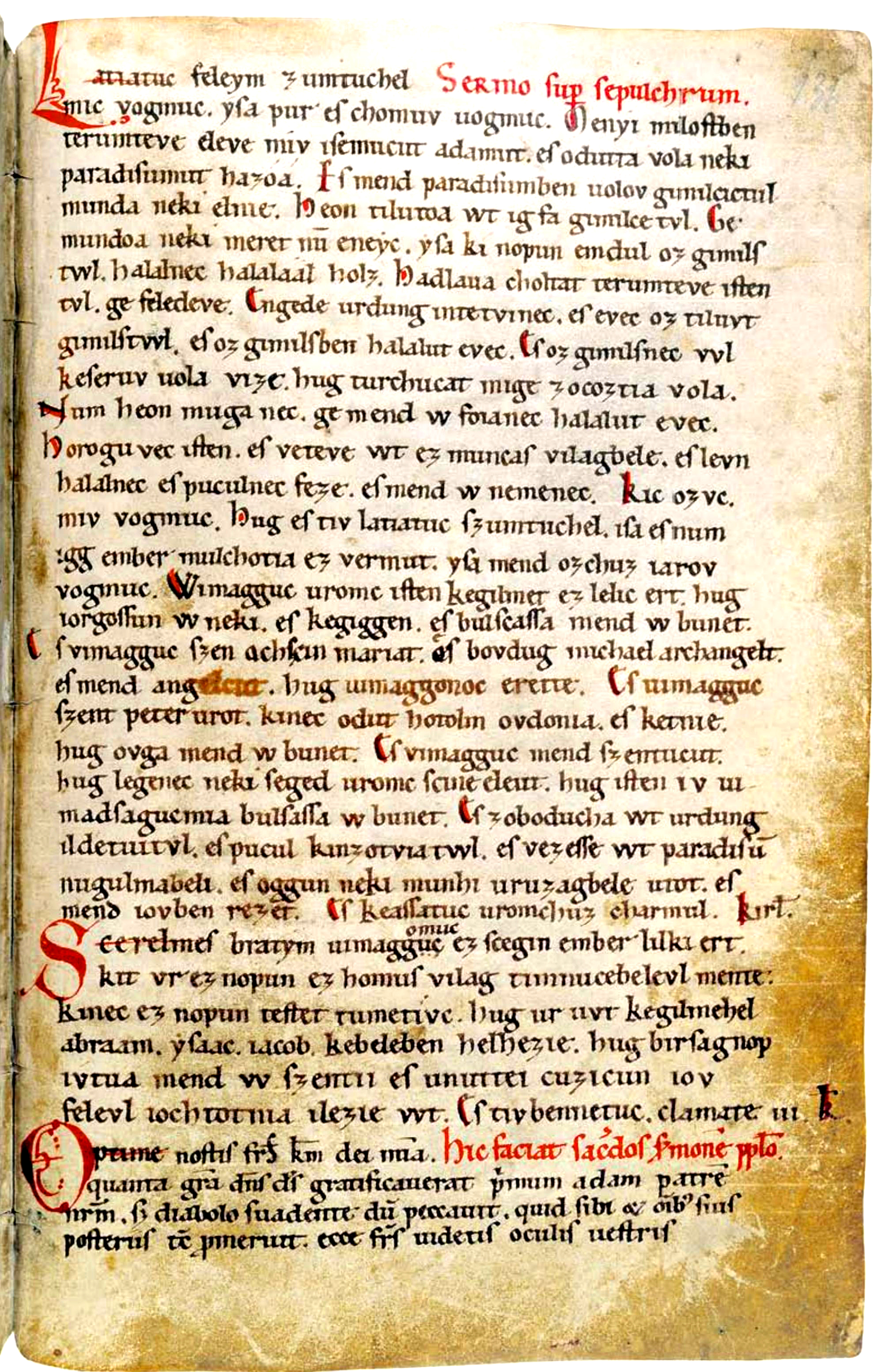
A Halotti beszéd

### Ősmagyar kor
A finnugrisztika kutatásai szerint a magyar nyelv legközelebbi rokonaitól mintegy 3000 éve válhatott el, így a nyelv története az i. e. 11-10. század tájékán kezdődött. Az i. e. 1. évezred-i. sz. 1. évezredet felölelő korszak az ősmagyar kor.
A magyarok – a feltételezések szerint – fokozatosan megváltoztatták életmódjukat, letelepedett vadászokból nomád állattenyésztők lettek, talán a hasonló életmódot folytató iráni népekkel való kapcsolatteremtés nyomán. Legfontosabb állataik a ló, a juh és a szarvasmarha lehettek.
Írásos emlékek e kezdeti korból nem maradtak fent, de a kutatások megállapítottak néhány egykorú kölcsönszót, mint a török nyelvekből vagy a permi nyelvekből. Egyesek szerint permi eredetű a főnévi igenév ‑ni képzője (-nü), annak ellenére, hogy a török nyelvben -mek és -mak, a csuvasban pedig -me és -ma, hangrendtől függően.
Ez idő tájt lényeges változások történtek a magánhangzók körében: ekkor keletkeztek a hosszú magánhangzók, amelyek minden bizonnyal nem léteztek a finnugor alapnyelvben. Ha összehasonlítjuk a magyar hal, vér, lúd, kéz, év szavakat a finn megfelelőikkel: kala, veri (töve vere-), lintu, käsi (töve käte), ikä, azt látjuk, hogy míg a magyar szavak mássalhangzóra végződnek, a finnben a mássalhangzót magánhangzó követi. Ha azonban a magyar szóhoz valamely ősi toldalék járul, például a -t tárgyrag vagy a -k többesjel, akkor azt látjuk, hogy a magyar szavak töve ugyancsak magánhangzóra végződik: halat, ludat, véres, kezet, évek, stb. (Ezeket a magánhangzókat a leíró nyelvtanok gyakran kötőhangnak nevezik, de ez történetileg helytelen). Ezek a magánhangzók ugyanis magának a szónak a testébe tartoztak, s előzményük valaha akkor is ott volt, amikor a szó nem kapott toldalékot. Erre nyújt bizonyítékot az 1055-es Tihanyi Alapítólevél, melyben a következő alakok sorakoznak: zilu (szil), nogu (nagy), uuaru (vár), hodu (had), kereku (kerék).

### Ómagyar kor

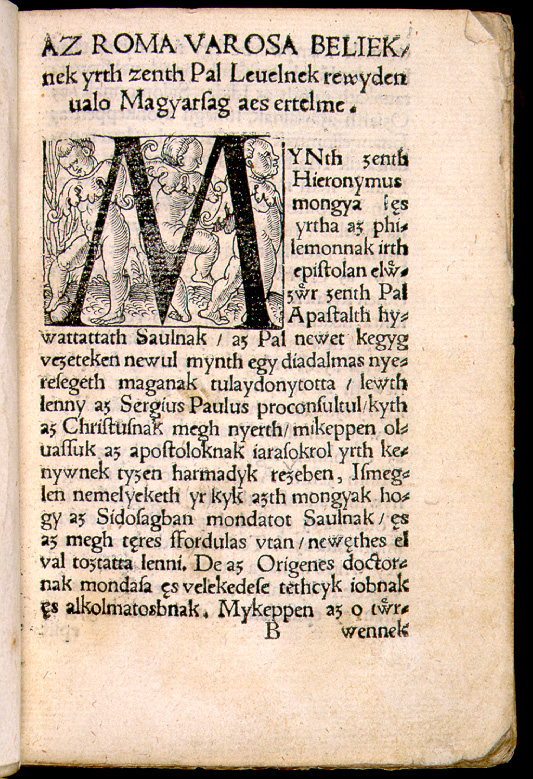
Az első teljesen magyar nyelvű nyomtatott könyv, Az zenth Paal leueley magyar nyeluen

A magyarok Kárpát-medencébe költözése 895 körül fejeződött be. Ezzel a magyar nyelv életében kezdetét vette az ómagyar kor. A magyarok kapcsolatba kerültek a szlávokkal, ami számos szláv szó átvételével járt együtt, például a mák vagy a karácsony. A hatás kölcsönös volt: magyar eredetű szó a horvát čizma, illetve a szerb ašov.
A nyelv első emlékei (leginkább személy- és helynevek) a 10. századból származnak. Vékony Gábor szerint a honfoglaló törzsek között már korábban is ismert lehetett az írás fogalma, amit szerinte alátámaszt a betű és írás szó etimológiája, illetve a Székely–magyar rovásírás és a kárpát-medencei rovásírás léte.
Az 1000-ben létrejövő Magyar Királyságban a középkori szokásoknak megfelelően jelentős szerepet játszott a latin nyelv; a magyar nyelvre is hatást gyakorolt, főként a kereszténység és az oktatás szókincse kapcsán.
A magyar nyelv legkorábbi, máig fennmaradt szövege a Halotti beszéd, amely az 1190-es években született. Az irodalomtörténészek azonban feltételezik, hogy magyar nyelvű irodalom már korábban is létezhetett. A magyar költészet legkorábbi példája az 1300 körüli Ómagyar Mária-siralom. Irodalmunk ezeknél jelentősebb alkotásai a 14. századból és az azt követő időkből maradtak ránk, az első magyar nyelvű bibliafordítás, a huszita Biblia pedig az 1430-as évekből.
A korszak nyelvi változásai közül kiemelendő, hogy a diftongusok fokozatosan kivesztek a nyelv legnagyobb területén, és számos névutó átalakult toldalékká, mint a reá (1055: utu reá, később: útra.) A tő végi magánhangzók lekopása és a magánhangzó-harmónia megjelenése is ekkorra tehető. Kiterjedtebb volt az igeidők rendszere, különösen sok segédige volt használatos.
A korszakban megjelenő új szükségletekre természetesen a szókincs is reagált: a meghonosodó új fogalmakra és a gondolkodás fejlődése következtében kívánatossá vált új értelmi és érzelmi árnyalatok kifejezésére új szavakkal bővült a szókészlet, egyben pedig elavuló fogalmakat jelentő szavak fölöslegessé váltak. Az új fogalmak kifejezésére használtak már létező szavakat, melyeknek hagyományos jelentéstartalma és a szükséges, kifejezendő új fogalom között rokonságot éreztek. 
Számos, korábban a pogány világ fogalmait jelképező lexikális elem illeszkedett be az új, keresztény világképbe. Új tartalommal teltek meg a következő szavak: Isten, ördög, lélek, gyón, harang, búcsú. Megtartva egyéb jelentésváltozatait egyházi terminussá fejlődött a bűn, bocsánat, ige, kegyelem és szán. Gyakran képzéssel, összetétellel alakultak ki régi elemekből új, egyházi vallási műszavak, például üdvözöl, üdvösség, szerzetes, jószág, egyház, mennyország. Egyes régi szavak kiszakadtak a régi fogalomkörükből, és egészen más jelentésben állapodhattak meg, például a bölcs szavunk eredeti jelentése 'varázsló, táltos' volt.
Jelentésváltozatok a gazdasági életben is megfigyelhetők voltak. A bér szó eredeti jelentése 'ajándék' volt, ám amikor a bérmunka gazdasági életünkben jelentőséghez jutott, felvette a 'munkadíj' jelentést is. 
Az ómagyar korra datálható a hangutánzó és hangulatfestő szavak többségének kialakulása. Már a finnugor alapnyelvben sem hiányoztak az ilyen spontán keletkezésű lexikális elemek, szép számmal találunk a mohácsi vésznél régebbi kortól származó kifejező szavakat, mint zúg, seped, hortyog, bolyog, bömböl, cinege, csacsog, csattan, cseng, csikorog, csiszol, csittenet 'hallgatás', dörög, duzzad, gége, gólya (előbb gagó, gagólya, az állat hangját utánzó szó), görög (ige), harsog, haris, hörpent, lebeg, lehel, pofa (ugyanabból a hangutánzó tőből, mint a puffan, puha, stb.), tombni 'táncolni', zokog, zördül, zuhog. Ezek közül persze számos szó már a honfoglalás koránál is régebbre nyúlhat vissza.
Ezen időszakban temérdek jövevényszó került be a magyar nyelvbe, túlnyomóan szláv nyelvekből.
| Témák szerint     | A magyar nyelvbe bekerülő szavak                                                                                 |
| ----------------- | --- |
| egyház, vallás    | keresztény, pap, barát, apáca, zarándok, pokol, malaszt, tömjén, karácsony, szent, parázna, stb.                 |
| társadalmi élet   | császár, király, bán, megye, szolga, bajnok, stb.                                                                |
| jogi élet         | tömlöc, vádol, vall, kenéz, ispán, asztalnok, stb.                                                               |
| földművelés       | csoroszlya, borona, csép, kasza, kapál, villa, kalapács, barázda, parlag, ugar, gabona, dinnye, stb.             |
| állattenyésztés   | bárány, birka, bivaly, kanca, kakas, galamb, macska, szelindek, szuka, akol, jászol, abrak, ganaj, stb.          |
| ipar, mesterségek | bodnár, esztergályos, kádár, kocsma, kovács, máz, nyüst, malom, akna, gát, garat, abroncs, bödön, dézsa, stb.    |
| hadi élet         | cuca 'lándzsa', kopja, parittya, zászló, huszár, pribék, vitéz (eredeti jelentése: katona), rabol, stb.          |
| öltözködés        | ruha, csuha, pólya, nadrág, szoknya, szappan, borotva, stb.                                                      |
| étkezés           | ebéd, vacsora, serpenyő, cserép, csésze, palack, ecet, kása, kalács, konc, kolbász, szalonna, tészta, zsír, stb. |
| növényvilág       | berkenye, gomba, bodza, luc, cser, galagonya, haraszt, pázsit, moha, stb.                                        |
| állatvilág        | szajkó, szarka, párduc, hörcsög, medve, patkány, vidra, gerlice, giliszta, lazac, rák, ikra, stb.                |
| melléknevek       | bolond, buja, drága, csorba, derék, gonosz, goromba, göndör, görbe, otromba, néma, tompa, stb.                   |

### Középmagyar kor
A humanizmus és a reformáció az anyanyelvűségre való törekvéssel sokat segített a magyar nyelv egységesítésében. A humanisták, bár eredetileg mély latin, sőt görög műveltséggel rendelkeztek, érdeklődése idővel a vulgáris nyelv felé is irányult, így az anyanyelv művelését fontos kötelességüknek érezték. Sylvester János Grammatica Hungarolatina, azaz Magyar – latin nyelvtan című, 1539-es munkájában a latin mellett a magyar nyelv rendszerének egyes jellegzetességeit is igyekszik bemutatni. 1610-ben pedig megszületik az első valóban magyar nyelvtan: Szenci Molnár Albert református lelkész és nyelvtudós Novae Grammaticae Ungaricae libri duo (Első magyar nyelvtan két könyvben) című műve, melynek célja kettős volt: idegenek számára hozzáférhetővé tenni a magyar nyelvtant, illetve megállapítani és rögzíteni a magyar nyelvtan szabályait. Érdekesség, hogy a k helyett Molnár Albert a szó végén Heltai örökségéül még rendszeresen c-t ír (pl.: háznac 'háznak', néznec 'néznek), a cs hangot cz betűkapcsolattal, a c-t pedig tz-vel jelöli.  
Természetesen a szókincs is bővülésnek indul ebben a korban, és ennek fő forrása a szóképzés. Régebbi nyelvemlékeinkben elő nem forduló származékszavak százai jelennek meg ezekben a századokban. Egyaránt datálhatók ebből a korból konkrét tárgyak megjelölésére szolgáló szavak, pl.: szegély, kendő (a kenni, kendeni 'törölni' alapszóból), kenőcs, tekercs, tojás; tudományos műszavak, mint mássalzengő 'mássalhangzó', nevező, osztó, osztandó, mennyiség, feletlen 'páratlan', sokasítás 'szorzás'; valamint elvont fogalmak jelölésére szolgáló szavak, mint lehetőség, ijedség, karcsúság, komaság, türedelem, dagály, lelemény, osztály 'felosztás'. Temérdek új gyakorító és mozzanatos ige születik ez idő tájt, mint sóhajtoz, jósol, másol, jövendöl, álldogál, süketít, marakodik, röppen, vakarcsál, vagy kunyorog. 
A török hódoltság idején nagyon sok jövevényszavunk keletkezett. A könyvnyomtatás és az iskolarendszerek kialakulása is erősen hozzájárult a nyelv fejlődéséhez, ui. pl. a debreceni könyvtárba külföldről hoztak könyveket a tanulmányaikat befejező diákok.
Az első teljesen magyar nyelvű könyv 1533-ban jelent meg Krakkóban Komjáti Benedektől, címe Az zenth Paal leueley magyar nyeluen.
A 17. századi magyar már meglehetősen hasonlít a mai formája, de még hiányzott az irodalmi nyelv, így minden író a saját nyelvjárását használta műveiben. Megvolt és továbbra is fennmaradt az elbeszélő múlt idő (beszéle), de ennek szerepe egyre kevésbé lett megkülönböztethető az egyszerű múlt időétől (beszélt), a 19. századra már csupán a választékosság kedvéért használták.

### Újmagyar kor
A 18. században a magyar felvilágosodás kényszerült felismerni, hogy az anyanyelv alkalmatlan a tudományos értekezések latinizmusmentes előadására, és a szókincs sem elég választékos a megnövekedett irodalmi igények kielégítésére. Ennek következtében írók egy csoportja, köztük kiemelkedően Kazinczy Ferenc elkezdte a magyar szóanyag kibővítését, megújítását. Néhány szót lerövidítettek (győzedelem > győzelem), számos nyelvjárási szót elterjesztettek az egész nyelvterületen (például cselleng), kihalt szavakat feltámasztottak (például dísz), és természetesen sok szót a képzők segítségével hoztak létre. Néhány kevésbé gyakran használt eljárás is ismert. Ezt a mozgalmat nevezzük a nyelvújításnak, amely több mint tízezer szóval gyarapította a szókincset, s még világviszonylatban is kiemelkedően sikeres nyelvpolitikának tekinthető.
A magyar 1836 óta Magyarország hivatalos nyelve, a latin nyelv helyét fokozatosan átvéve, 1844-től pedig kizárólagosan használandó, sajátos esetekben a nemzetiségek nyelvét is megengedve.
A 19. és 20. század a nyelv még további egységesülését hozta magával, és a nyelvjárások közti, eredetileg sem túl jelentős különbségek tovább csökkentek.

## Írás
A magyart jelenleg a latin ábécé magyar változatával írják. Helyesírásában a legfontosabb elvként érvényesül az értelemtükröző írásmód. Második, ennek alárendelt általánosság a fonetikus írásmód, vagyis a leírt szövegből különösebb előismeretek nélkül is könnyen kikövetkeztethető a megközelítőleg helyes kiejtés. A latin ábécé betűi mellett helyesírásunk több ékezettel kiegészített írásjegyet használ a magánhangzók jelölésére.
A mássalhangzók egy részét kétjegyű betűkkel jelöli. A palatalizáció jele általában a palatalizálatlan mássalhangzó betűje mellé helyezett <y>. Ennek megfelelően viselkedik az /ɲ/ <ny> jele, valamint a /c/ <ty>-je. Helyesírása egyik érdekessége, hogy a legtöbb európai nyelvvel szemben az /ʃ/ jele az <s>, és az /s/-é az <sz>. Minden kétjegyű betűt egy betűnek tekintünk, és így elválasztás során elválaszthatatlanok. Egyetlen háromjegyű betű létezik, ez a <dzs>. Hagyományból használatos az <ly>, ami a mára a nyelvterület legnagyobb részén kiveszett /ʎ/-t jelölte; mai fonetikai értéke /j/.
Ha a mássalhangzó a beszédben megnyúlik, kétjegyű betűjele az írásban háromjegyűvé válik: asszony. Összetett szavaknál ezzel szemben az esetleg egymás mellé kerülő két azonos többjegyű betűt nem vonjuk össze: jegygyűrű.
A hangsúly mindig az első szótagra esik. Hosszú szavakban a páratlan sorszámú szótagok mellékhangsúlyt kapnak. A magánhangzók hosszúságát írásban jobban megkülönböztetjük, mint szóban: az a, á, e, é kivételével a rövid és hosszú magánhangzók között egyre kisebb a különbség. Az á nem egyezik a hosszú a-val, az é nem egy hosszú e. A magánhangzók hosszúságát írásban ékezetek jelölik, jelentésmegkülönböztető szereppel bírnak.
Egyes nyelvjárások használják az é rövid változatát is, amit néha így jelölnek: ë. Kodály Zoltán támogatta ezt a hangot, így a népdalos könyvek gyakran jelölik.

### Ábécé
A kiterjesztett, teljes magyar ábécé a következő:
- a á b c cs d dz dzs e é f g gy h i í j k l ly m n ny o ó ö ő p q r s sz t ty u ú ü ű v w x y z zs
- A Á B C Cs D Dz Dzs E É F G Gy H I Í J K L Ly M N Ny O Ó Ö Ő P Q R S Sz T Ty U Ú Ü Ű V W X Y Z Zs

A helyesírás többnyire követi a kiejtést, de mégis nagyon bonyolult. Vannak szavak, amelyek kiejtése eltér egyes nyelvjárásokban, ezek írásmódja a kiejtéstől független. Az összetételek, szókapcsolatok, egyes tulajdonnevek, tulajdonnévből képzett melléknevek, helyesírása nem triviális. Történeti okokból a j hang egyes szavakban j-nek, másokban ly-nek írandó, de ezek egy szóban is előfordulhatnak.

### Hagyományos hangjelölés nevekben
A magyar helyesírás hagyományőrző vonása szerint egyes tulajdonnevekben bizonyos hangokat a mai helyesírástól különböző módon írunk. A következő táblázatok ezeket mutatják be:
| Hagyományos írásmód | Kiejtés |
| ------------------- | ------- |
| sch                 | s       |
| sc                  | sz      |
| ch                  | cs      |
| ts                  | cs      |
| cz                  | c       |
| tz                  | c       |
| gh                  | g       |
| th                  | t       |
| lh                  | l       |
| nh                  | n       |

| Hagyományos írásmód | Kiejtés |
| ------------------- | ------- |
| aa                  | á       |
| ee                  | é       |
| ie                  | í       |
| eö                  | ö       |
| ew                  | ö       |
| oo                  | ó       |
| iü                  | ü       |
| iw                  | ü       |
| uo                  | ú       |
| y                   | i       |
| ý                   | í       |

| Név           | Kiejtés   |
| ------------- | --------- |
| Madách        | Madács    |
| Széchenyi     | Szécsényi |
| Batthyány     | Battyányi |
| Thököly       | Tököli    |
| Weöres Sándor | Vörös     |
| Eötvös        | Ötvös     |
| Cházár        | Császár   |
| Czukor        | Cukor     |
| Gaál          | Gál       |
| Veér          | Vér       |
| Soós          | Sós       |
| Thewrewk      | Török     |
| Dayka (Gábor) | Dajka     |

Érdekes példa a Dessewffy vezetéknév, aminek helyes kiejtése Dezsőfi.
A zs-hang jelölésére hagyományosan használatos az s-betű (Dósa-Dózsa , Jósika-Józsika, Kolos(s)y-Kolozsi, Osváth-Ozsvát, Rósa-Rózsa, Sigray-Zsigrai)

## Nyelvjárásai
A magyar nyelvjárási különbségek főképpen a hangállományban jelennek meg, kisebb mértékben a szókincsben, és még kevésbé a nyelvtanban. Az elsőre jellemző példa a déli nyelvjárás erőteljes ö-zése, például szöm (szem); a másodikra az, hogy bizonyos vidékeken a zsír kiolvasztásakor fennmaradó szalonna neve a töpörtyű (tepertő), máshol csörge, pörc, pörke. A nyelvtan terén található eltérések igen marginálisak – példaként szolgálhat az, hogy a kicsinyítőképzők használata tájanként eltérhet: ruhika (Sárköz), kendőcse (Tolna vármegye), kicsinkó (Erdély).
A nyugati nyelvjárás Győr-Moson-Sopron , Vas, Zala, részben Veszprém vármegye területén használatos (a Szigetköz kivételével). Kisebb egységei a Rábaköz, Felsőőrvidék (Burgenland), Őrség, Göcsej és Hetés nyelvváltozatai. Különbséget tesz a zárt ë és a nyílt e között, de az utóbbi a máshol szokásosnál még nyíltabb. A hosszú ú, ű csekély megterhelésű. A nyelvjárás enyhén ö-ző, a söpör, vödör alakok használatosak a keleten megszokott seper, veder alakokkal szemben. A köznyelvi ó, ő, é helyén nyitódó típusú kettőshangzók vannak jelen: vuot, juoszág, üdüő, kiët, kiëz. Gyakori az n palatalizálódása: csinyál, szappany. Az á utáni szótag a hangja helyett o van: szároz, házos. Rendszeresen előfordul a hiátus e nyelvjárásban: koacs (kovács). Több határozórag nem illeszkedik: borrel, bottel, embernál, Göcsejben előfordul a tővéghangzók elhagyása: kináto (kínálta).
A dunántúli nyelvjárás a nyugati nyelvjárásterület és a Duna észak–déli vonala között helyezkedik el. Nyelvjárási jelenségeinek nagy része azonos a nyugatiéival. A legfőbb eltérés az, hogy itt hiányoznak a diftongusok. Északnyugati és déli része l-ező (foló, góló), a keleti része j-ző (fojó, gója). A határozott névelő a Mátyusföldön és a Csallóközben ritkább, mint a Dunántúlon, a Szigetközben és a Dunától északra pedig egyalakú: a ablak.
A déli nyelvjáráshoz tartozik a Dunántúl Marcali-Kaposvár-Szekszárd vonalától délre eső része, illetve a Duna–Tisza köze sávosan. A terület nyelvjárása meglehetősen sokszínű, csak az ö-zés közös vonás benne. Az ë-zés főleg a dunántúli és nyugati területeken van jelen. Somogyban és az Ormánságban záródó kettőshangzókat találunk: ou, öü, ëi; másutt helyettük ó, ő, é van. Szlavóniában illabiális ă-t használnak.
A tiszai nyelvjárás a Duna–Tisza közén az előbbi nyelvjárással sávosan váltakozva, a Tisza, a Körösök, a Berettyó vidékén, Szolnok közelében, illetve Hajdú-Bihar és Békés vármegye délnyugati részén használatos. Jellemző vonása az ë-zés és az í-zés. Különbséget tesz az ë és e fonémák között: embër. Az l, r, j nyújtó hatású zárt szótagban: óldal, gőrbe. A köznyelvi ó, ö, é helyén nagyobb, keleti felében záródó típusú kettőshangzók vannak: jou, vout, őüriz, kéiz. Heves vármegyében is általánosak a tehen, kerek, kötel, eger jellegű névszótövek.
Az északnyugati vagy palóc nyelvjárás a Budapest-Cegléd-Szolnok vonaltól északra van használatban, keleten a Tisza alkotja határát. A vidék középső része a jellegzetes palóc nyelvterület, a többi vidékén fokozatosan a környező nyelvjárások hatásai érvényesülnek. Jellemzője a nagyfokú illabialitás – ennek következménye, hogy az i, ë, ă hangok megterhelése nagy. Elszórtan előfordulnak diftongusok is, ezek: uo, üö, ië; ou, üö, ëi. Leginkább a középső vidéken és Nyitra környékén még használatos az <ly> betű eredeti hangértéke, az /ʎ/: folyó, hely. Sokfelé jellemző a t, d, l, n hangok palatalizációja i, ü előtt. Az asszimiláció nagyon erős: erre példa, hogy a mëg- igekötő g-je hasonul az ige első mássalhangzójához: mëttölt, mëffog.
Az északkeleti nyelvjárás területéhez tartozik Szabolcs-Szatmár-Bereg, Borsod-Abaúj-Zemplén és Hajdú-Bihar vármegye nagy része, illetve a szomszédos országokban északra és északkeletre hozzájuk csatlakozó vidékek zöme. Az egész terület jellemző sajátsága az e-zés, az ë hang nem létezik. Nagy részén előfordulnak a kettőshangzók: kéiz, kőü. A nyelvjárás erősen illabiális: sēr, seper, csepp. A j-zés a köznyelvinél is erősebb fokú. A felszólító mód az udvarias beszédben mindig ikes ragozású: üjjík le!
A mezőségi nyelvjárást az erdélyi magyarok beszélik a székelyek kivételével, fő területe Kolozsvár, Kalotaszeg, Torda, Dés vidéke és a Maros mente. Legfőbb vonása a nyílt magánhangzós jellege. Máshol ismeretlen az itt használt /œ/ hang (alsó nyelvállású ö), például tœrœkbúza, gœdœr. Egyes vidékeken használják a -ni, -nul családragot: Bélánul („Béláékhoz”). Előfordul még az elbeszélő múlt idő (beszéle) is.
A székely nyelvjárás a Székelyföld vidékén használatos. Ë-ző, ö-ző és e-ző, egyes részeken nyitódó és záródó diftongusok is vannak. Az l, r, j nyújtó hatása érvényesül. Általánosak a tehen, kerek, kötel, eger jellegű névszótövek. Bizonyos vidékeken a -val, -vel rag nem hasonul: kézvel, lábval. Az ikes igék ragozása megőrződött, az igeidők gazdagsága jellemző: írá, ír vala, írt vala stb. A székelyek nyelvéhez hasonló, de még ősibb a csángó nyelvjárás, amellyel kapcsolatban kiemelendő az ún. sziszegés: az elöl és hátrább képzett sziszegő hangok és az affrikáták egy közbülső hangban olvadnak össze. Mind a székelyek, mind a csángók számos tájszót használnak.

## Szókincs
A magyar nyelv szókincse a szótöveket tekintve kb. 21%-ban finnugor eredetű. A finnugor eredetre utal utal számos alapszónak, köztük a számnevek jelentős részének finnugor eredete, pl. a kettő, három, négy szavak esetében. Emellett számos iráni, türk, szláv, latin, német, francia, olasz, angol, és török eredetű jövevényszó található nyelvünkben.

## A magyar nyelv hatása más nyelvekre
Nagyobb számú magyar jövevényszó a következő nyelvekben található: horvát nyelv, a német nyelv dunai sváb nyelvjárása, cigány nyelv kárpáti cigány és oláhcigány nyelvjárásai, román nyelv, ruszin nyelv, a szerb nyelv egyes nyelvjárásai, szlovák nyelv.
Például a horvát nyelv ezeket a szavakat a magyar nyelvből vette át:
- cipela (cipő)
- čizma (csizma)
- gaće (gatya)
- kamata (kamat)
- karika (karika)
- kip (kép)
- kočija (kocsi)
- lopov (lop, jelentése: tolvaj)
- lopta (labda)
- puška (puska)
- soba (szoba)
- šator (sátor)
- šogor (sógor, hozzánk a német der Schwagerből jött)
- teret (teher)

És még a szerb nyelv: џак [džak] (zsák)
Ide sorolható a főként művész körökben használt remek-djelo is.
A következő példamondat 13 magyarból átvett szót tartalmaz:
- »Šogor je obukao bundu, uzeo ašov i sablju pa izašao pred gazdu u kočiji. Šogorica je dotle u sobi kuhala gulaš i pekla palačinke, opasana pregačom i kose svezane u punđu, kako bi što bolje ugostila njegove pajdaše«.
- A sógor felvette a bundát, ásót és szablyát vett magához, majd kocsival az úrhoz (gazdához) utazott. A sógornő, aki szoknyát hordott, és haját fonatba kötötte össze, időközben a szobában gulyást főzött és palacsintát sütött, hogy a sógor pajtásainak lehetőleg jó dolguk legyen.

A horvátban a legtöbb szónak van más eredetű megfelelője is, azonban Szlavóniában tipikus az ilyen beszédmód. Sok, ma sajátosan horvátnak számító kifejezés magyar eredetű tükörfordítás. Példák: povjerenstvo (bizottság), brzojav (sürgöny), prethodnica (elővéd), kolodvor (pályaudvar), časnik (tiszt). A željeznica (vasút) szóalkotási módja származtatható a német nyelvből is. Horvátországban egyes települések a magyar vár szót tartalmazzák, így Vukovar, Varaždin vagy Bjelovar.

## Hangtan
Jellemző rá az első szótagra eső hangsúly (ebben a finnugor nyelvek és a szlovák nyelv hasonlítanak hozzá), a magánhangzó-harmónia (barnulásotokról – zöldülésetekről), valamint a magánhangzó-hosszúság és a hangsúly egymástól független volta (amely szinte egyedüliként lehetővé teszi az antik Időmértékes verselés alkalmazását). Hangrendszerére ezenkívül a lágy mássalhangzók (gy, ny, ty, egyes nyelvjárásokban ly), az aspirálatlan zárhangok (h nélkül ejtett p, t, k, szemben például a germán nyelvekkel) és a palatális magánhangzók előtti kemény mássalhangzók jelenléte jellemző (azaz lehetséges ne, ti stb. hangkapcsolat, nye, tyi helyett; szemben például az orosszal). Nincsenek benne valódi diftongusok (mint például a finnben vagy németben) és redukált, vagyis „elnyelt” magánhangzók (mint például az angolban, németben). A speciális magyar [a] hang (amely a franciában, perzsában és a svédben és más nyelvek dialektusaiban is megvan) nehézséget okozhat a nyelvünket tanulóknak.

## Nyelvtan
A magyar nyelv több indoeurópai nyelvvel ellentétben agglutináló nyelv, ami főleg az ige- és névszóragozásban, valamint gazdag képzőrendszerében mutatkozik meg. A mondatbeli pozíciók viszonylag rugalmasak, különösen a középmezőben:
- a fiú elhozta a testvérének a CD-t;
- a testvérének hozta el a fiú a CD-t;
- a CD-t hozta el testvérének a fiú;
- a fiú hozta el testvérének a CD-t.

Az állítmány ragozott része állhat az első helyen (parancsoló mondat, eldöntendő kérdés), a második helyen (kijelentő mondat, kiegészítendő kérdés) vagy az utolsó helyen (mellékmondat):
- hozd magaddal nekem a CD-t!
- magaddal hozod nekem a CD-t?
- elhozom neked a CD-t!
- ki hozza el nekem a CD-t?
- …mert elhoztam neked a CD-t.

Van határozott névelő; ragokkal fejezi ki a mondatbeli viszonyokat (például -ban, -hoz) és a vonatkozó szó után állnak (adpositio), szemben a melléknévvel, amely megelőző a hozzá tartozó főnevet.
Nemek nincsenek, az idők közül pedig csak egy múlt és a jelen idő maradt fenn, a jövőt ugyanis gyakran jelen idejű igeragozással fejezzük ki (bár segédigés változata is van: holnap indulunk, vö. holnap fogunk indulni). De az igeragozásnak van általános és határozott formája, utóbbi mind a hat személyes névmásra irányulhat, viszont, amikor arra a névmásra irányul aki teszi, akkor visszaható névmást teszünk hozzá.
A helyesírás elsősorban a szóelemeket igyekszik tükrözni (pl. mond + ják), míg más esetekben a hangjelölés elve kerül előtérbe (vö. higgyük, ez utóbbi a finn és a török nyelvre jellemző). Ezenkívül központozással (interpunkcióval, pl. vessző, kettőspont, gondolatjel, zárójelek) a mondatszerkezetre, valamint a szótagszerkezetre (rövid magánhangzók jelölése), továbbá a szófajra és a szótövek egységes írására is utal. 
Az agglutináló (ragozó) jelleg toldalékok halmozását is lehetővé teszi (a perzsához, a baszkhoz, az ókori sumerhez és a törökhöz hasonlóan). Szintén jellemző a többféle alakváltozat mind a szótövek, mind a toldalékok terén, gazdag a helyhatározók használatában. A magyar nyelvtanok a toldalékok három alaptípusát különböztetik meg: a képzőt, a jelet és a ragot, amelyek egyes kivételektől eltekintve (például nagybani) ebben a sorrendben járulnak a szótőhöz.
A magyar nyelv megkülönbözteti az általános (határozatlan, „alanyi”) és a határozott („tárgyas”) ragozást: olvasok, olvasom, a főnévi igenév pedig ragozható (látnom, látnod, látnia stb., ami egyébként a portugálban és a török nyelvekben is megtalálható).
A magyar az indoeurópai nyelveknél sokkal ritkábban használja a határozatlan névelőt (egy). Az egyes számú alak olyan esetekben is használatos, ahol a számnak nincs jelentősége, bár legtöbbször egynél több darabról van szó: Van szék a szobában. Narancs kapható. A páros szerveket (például kéz, láb, szem, fül), a rájuk való páros vagy két részből álló ruhákat, kiegészítőket (pl. kesztyű, szemüveg), valamint a több birtokos egy-egy birtokát is egyes számban mondja (például élik az életüket, nem pedig *életeiket; Kérjük kedves vendégeinket, foglalják el a helyüket, kapcsolják ki mobiltelefonjukat!), páros szervek egyikére pedig a fél szó utal (pl. fél kézzel csinál vmit). Ennek oka, hogy a kettős szám (dualis) az indoeurópai nyelvektől eltérően nem a többes, hanem az egyes számba olvadt bele.

## Udvariassági formák
A magyar nyelv sokféle köszönési formát ismer. Egyes üdvözlési formák az Osztrák-Magyar Monarchiáig vagy még korábbra vezethetők vissza, például a Kez(e)it (esetleg kezét) csókolom, amit rövidítve (Csókolom) is használnak. A teljesebb formával a férfiak ismeretlen nőket üdvözölnek, míg a nők ezt a formát felnőttként már csak jóval idősebb személyek esetében használják. Az általános, hivatalos, távolságtartó köszönés a napszakra utaló Jó reggelt, jó napot, jó éjszakát!, udvariasabb, ha hozzáteszik: kívánok. A családtagok, barátok, fiatalok körében a szia, szervusz vagy helló járatos, habár a fiatalok maguk között sokféle, kreatívan alkotott vagy idegen nyelvből átvett formát is használnak (hi, e. háj). Ezek mind üdvözlésre, mind elköszönésre valók. Elköszönésre hivatalosan a Viszontlátásra! vagy rádióban, telefonban a Viszonthallásra! a megfelelő. A Viszlát! vagy a Báj-báj csak bizalmas viszonyban elfogadható.
A nyelv többféle formában is ismeri a magázást, vagy az önözést. Ennek névmásai, a maga és az ön (többes számban: maguk és önök) harmadik személyűként viselkednek, és az állítmány egyes szám harmadik, vagy többes szám harmadik személyű attól függően, hogy egy vagy több személyhez szólunk. A két névmás közül az ön számít udvariasnak, a maga kevésbé, sőt sértő is lehet, ezért ma már inkább csak bizalmas viszonyban használatos. Az önözés nem sértő, de távolságtartó, túl hivatalos(kodó), visszaszorulóban is van; a bolti eladók is gyakran tegezik a vásárlókat, különösen, ha az eladó és a vevő is fiatal. A 19. században és a 20. század elején a férj és a feleség (napközben) magázta egymást. Faluhelyen a gyerekek az 1960-as évekig többnyire magázták szüleiket és a nagyszüleiket. Gyakran még ma is az apóst és az anyóst.
Létezik még a tetszikezés, amit a gyerekek és udvarias(kodó)k felnőttekkel szemben, akiknek csókolommal köszönnek, például: Le tetszik ülni? (a tetszeni ige időben, módban és számban ragozva, a másik ige főnévi igenévi formában használható).
A szülők gyerekeikhez beszélve gyakran néninek (nő) vagy bácsinak (férfi) nevezik az ismerős felnőtteket, vagy azokat, akikkel az utcán találkoznak, például: Köszönj szépen a néninek/bácsinak!. A gyerekek az ismerős felnőttek keresztnevéhez hozzáteszik a néni vagy a bácsi szót, például: Zsuzsa néni vagy Józsi bácsi. A kamaszok idősebb tanáraikra használják a néni vagy bácsi szót, a fiatal vagy középkorú tanárok és tanárnők tanár urak és tanárnők lesznek, ami a vezetéknévvel is használható. A bácsi rövidebb, bizalmaskodó alakja a bá. Felnőtt férfiak idősebb férfiakat, bizalmasabb viszonyban és falun bátyámnak is szoktak szólítani.
A magyar nyelv a keleti névsorrendet használja, vagyis elöl áll a vezetéknév, és azt követi a kereszt- vagy utónév. (Ennek oka az indoeurópai nyelvektől eltérő birtokos eseti szerkezet.) A XX. század elejéig szokásban volt az idegen nevek magyarítása, de ma már megtartja az idegen nevek névsorrendjét. Régebben a feleség a házasságkötés után a férje nevét vette fel, -né végződéssel, de keresztnevét családi, baráti körben tovább használták. A 2000-es évekig inkább a férj vezetéknevéhez kapcsolódik a -né, amit az asszony lánykori neve követ. Jellemzően ez a formula az értelmiségi rétegnél volt/van szokásban (pl. a tanárnőknél); valamely oknál fogva ez a formula kiváltott egyfajta felsőbbrendűségi érzetet. Napjainkban (idegen mintára) jellemzőbb a férj vezetéknevének felvétele + keresztnév megtartása, vagy a férj vezetékneve-lánykori vezetéknév + keresztnév használata. Az előbbi angolszász divatnak, míg az utóbbi némileg kreatívabb, önérzetesebb, a családhoz, a gyökerekhez tartozás szimbóluma.
A szocializmusban a hivatalos megszólítás a vezetéknév + elvtárs(nő) kapcsolat volt.
A rendszerváltás óta a férfiaknál az elvtársat az úr váltotta fel. Nők esetén nem alakult ki egységes gyakorlat. Némileg sután hangzó úrhölgy kifejezés fel-felmerül a nők megszólítása kapcsán hivatalos, vagy azzal hasonló levelekben, de az élő beszédbe nem épült bele.

## Káromkodás, trágárság
A magyar nyelv gazdag szitkozódó szavakban és kifejezésekben, de a káromkodásokban gyakran Isten, a szentségek és a szentek nevét különféle, semlegesebb szavakkal helyettesítik (pl. az iskoláját, a hétszázát stb.). Ennek oka ma már csak a botrányokozás, sértés elkerülése.
A trágár kifejezések utalnak az ürítésre, a nemi szervekre és magára a nemi aktusra. Innen is keletkeztek átvitt értelmű jelentések: az anyád szó egy teljesebb (A kurva anyád!) kapcsolat rövidítése, mely a lehető legdurvább sértés, aminek az angol megfelelője szidalmas szintjén a 'Son of a bitch' (Kur(v)a()fi(a)).
Általában nem különítik el egymástól a két csoportot, és a trágárságot is káromkodásként emlegetik. Az egyik leggyakoribb töltelék (szitok)szó is a nemi aktusból ered, amit egy réteg töltelékszónak használ. Gyakran a durva kifejezéseket szelídebbekre, de hasonlóan hangzókra cserélik. Helyettesíthető kifejezésként használható például a banyek, a wazze és a basszus(kulcs).
Mindezeket a kifejezéseket általában nem lehet szó szerint lefordítani, mert minden nyelvnek saját készlete van.

## Gondolatok a magyar nyelvről
Újra meg újra visszatértem a Toldihoz. Nyelvünk erdőzúgását hallgattam benne. Miután végigborzongtam a réti farkasokat, és Bence hűségében apámra ismertem, miután karizmaimat a Miklóséival összemértem, azzal kötött le tizedszer is, ami a kielégített kalandvágy helyén egyre növekvő hiányérzetemet enyhítette: beszélni tanított. A lehetetlen sajogó kísértéseit éreztem: fölszippantani szavanként az egészet, utolsó jelzőjét is eltárolni az üres kamarákban.

## Magyar szakos képzést nyújtó felsőoktatási intézmények

### Magyarország
- Debreceni Egyetem – Bölcsészettudományi Kar
- Eszterházy Károly Katolikus Egyetem (Eger) – Bölcsészettudományi és Művészeti Kar
- Károli Gáspár Református Egyetem (Budapest) – Bölcsészet- és Társadalomtudományi Kar
- Miskolci Egyetem – Bölcsészet- és Társadalomtudományi Kar
- Nemzeti Közszolgálati Egyetem (Budapest) – Nemeskürty István Tanárképző Kar
- Pannon Egyetem (Veszprém) – Humántudományi Kar
- Pázmány Péter Katolikus Egyetem (Budapest) – Bölcsészet- és Társadalomtudományi Kar
- Pécsi Tudományegyetem – Bölcsészet- és Társadalomtudományi Kar
- Szegedi Tudományegyetem – Bölcsészet- és Társadalomtudományi Kar

### Románia
- Babeș–Bolyai Tudományegyetem (Kolozsvár) – Bölcsészettudományi Kar
- Bukaresti Egyetem – Idegen Nyelvek és Irodalmak Kar
- Partiumi Keresztény Egyetem (Nagyvárad) – Bölcsészettudományi és Művészeti Kar

A világ mintegy harminc országában százas nagyságrendben működnek magyar tanszékek. Közülük a Helsinki Egyetemé a legjelentősebb.

### Származás
- Nádasdy Ádám a nyelvek és a népek rokonságáról Archiválva 2020. november 25-i dátummal a Wayback Machine-ben
- Nádasdy Ádám: Se kultúra, se történelem Archiválva 2007. április 26-i dátummal a Wayback Machine-ben
- A finnugor nyelvek Swadesh-listái az angol Wikiszótárban (a Morris Swadesh nyelvész által megadott 207 alapvető szó összevetése az egyes finnugor nyelvek között)
- Szilágyi Ferenc: A magyar szókincs regénye. Budapest: Tankönyvkiadó. 1974.

### Nyelvművelés (pró és kontra), nyelvhelyesség
- Tévhitek a nyelvhelyességről (Fejes László, Nyest.hu, 2011. augusztus 8.)
- Búcsú a nyelvhelyességtől – Nádasdy Ádám cikke szemléltető analógiákkal (ÉS, 2010. augusztus 13.)
- Modern Talking – Nádasdy Ádám cikkeinek gyűjteménye a Magyar Narancs sorozatából Archiválva 2008. december 24-i dátummal a Wayback Machine-ben
- A magyar nyelvművelés állapota – Balázs Géza írása a Magyar Nyelvőrben
- A nyelvművelés kártékonyságáról és ármánykodásáról
- Egy emberközpontú nyelvművelő – Margócsy József írása Lőrincze Lajosról és a nyelvművelésről
- Szaknyelvi igényesség
- Minya Károly írása (Vitairat a nyelvművelésről) – Balázs Géza új könyvéről az Édes anyanyelvünk c. folyóiratban (pdf)

### A más nyelvűek szemszögéből
- Mit mondanak nyelvünkről a külföldiek? – A magyar nyelv eredetéről
- Idegenek véleménye a magyar nyelvről Archiválva 2007. március 14-i dátummal a Wayback Machine-ben
- Nehéz nyelv-e a magyar? (Urbanlegends.hu)
- Nehéz-e a magyar nyelv? (Oswald Gschnitzer, Heidelberg, Élet és Tudomány, 2000/12.)
- Járt utat kétszer járj! – Nádas Péter francia fordítója magyarul írt regényt (Népszabadság, 2005. február 11.)
- Küszöbszint a magyar mint idegen nyelven (Műegyetemi Távoktatási és Felnőttképzési Központ)
- Debreceni Nyári Egyetem, a magyarnyelv-oktatás egyik specialistája
- Magyaróra: Új utak a magyar nyelvhez Archiválva 2021. február 19-i dátummal a Wayback Machine-ben

### Hangtan
- Hangtan (érettségi tételek)
- Forró Orsolya - Hangtan I. jegyzet a Fonetika előadáshoz és szemináriumhoz (2012/2013. őszi szemeszter) Archiválva 2016. március 5-i dátummal a Wayback Machine-ben

### Írásbeliség
- Miért van a magyarban az s és az sz „fordítva”?
- Helyesírás

### Nyelvtan
- E-Szókincs – Alaktani táblázatok (az MTA Nyelvtudományi Intézet programja)
- Ragozgató (interaktív magyar igeragozó)
- Magyar nyelvtani táblázatok

### Nyelvjárások
- A magyar nyelvjárások (Balassa Iván – Ortutay Gyula: Magyar néprajz)
- Mazurka Károly: Szuhogyi palóc tájszótár, Budapest, Tinta Könyvkiadó, 2009.
- Kiss Gábor, Bató Margit (szerkesztő): Tájszavak A magyar nyelvjárások atlaszának szavai, szóalakjai, Budapest, Tinta Könyvkiadó, 2012.
- Kiss Gábor (szerkesztő): Kis magyar tájszótár 5800 népies és tájnyelvi szó magyarázata, Budapest, Tinta Könyvkiadó, 2014.

### Udvariassági formák, megszólítás
- http://www.kockacukor.eoldal.hu/cikkek/magyar-nyelv/9_-udvariassagi-formulak_-megszolitasok_-ferfi-no-beszedmodbeli-kulonbsegek-a-magyar-nyelvben.html Archiválva 2016. március 4-i dátummal a Wayback Machine-ben
- http://www.nyest.hu/hirek/tegezhetem-ont-a-magazas-tortenete

### Káromkodás, trágárság
- http://www.nyest.hu/hirek/gyorstalpalo-karomkodasbol-mikor-miert-hogyan-karomkodunk
- http://mnytud.arts.unideb.hu/szakdolgozat/1687/hegyi_k_1687.pdf
- http://karcolat.hu/blog/sren/karomkodas_gyujtemeny
- http://nyelvesztelen.blog.hu/2008/12/15/bestia_curvafia

### Egyéb
- Illyés Gyula: Ki a magyar?, mek.oszk.hu
- Kosztolányi Dezső: A magyar nyelv helye a földgolyón, epa.hu
- Magyarok a Kárpát-medencében
- Magyar Nemzeti Szövegtár (az MTA 188 millió szövegszót tartalmazó adatbázisa többféle kortárs szövegből; ingyenes regisztrációval böngészhető)
- Múzeumot kap a magyar nyelv is (Múlt-kor, 2006. szeptember 27.)
- Dr. Végvári József: Anyanyelvemről, huszonegy tételben. A magyar nyelv és a hivatalos nyelvészet a szerves műveltség szempontjából
- Magyar nyelv.lap.hu - linkgyűjtemény
- https://hu.pinterest.com/mosalmad/mosalmad-maps/ (az oldal alján található térképek)

### Angol nyelvű információk
- towards language and its role in education The cases of Hungarian in Slovakia Occitan in Catalonia and Russian in Kazakhstan Presentation Komlósi, Flora. 2014. Perspectives towards language and its role in education: The cases of Hungarian in Slovakia, Occitan in Catalonia, and Russian in Kazakhstan
- Hungarian language (Ethnologue.com)
- Hungarian Profile
- A Hungarian Language Course by Aaron Rubin
- Study Hungarian! (AFS.com)
- Hungarian Lessons (Hungarotips.com)

### További irodalom
- Keresztes László: Gyakorlati magyar nyelvtan (Debreceni Nyári Egyetem, 1995, Hungarolingua sorozat)
- Végvári József: „És mégsem mozog …” – tanulmányok anyanyelvről, hitről, tudománytörténetről és nevelésről, világképről, szerves műveltség és hivatalos tudomány viszonyáról. Főnix Könyvműhely, 2005. ISBN 963-7051-05-8
- Sokszor kigyomlált érdekességek nyelvünkről, nem bigottaknak:
- Amatőrök (másképp' dilettánsok) és egyéb hályogkovácsok: